# Rahib Aliyev
Pour les articles homonymes, voir Aliyev.
 (novembre 2020).
 Rahib Seyidaga oglu Aliyev (en azéri : Rahib Seyidağa oğlu Əliyev) dit Rahib Alivey, né le 12 juillet 1945 à Bakou (RSS d'Azerbaïdjan, URSS) et mort le 28 mars 2024 dans la même ville, est un acteur, comédien et un artiste soviétique puis azerbaïdjanais, honoré de l'Azerbaïdjan (2006).

## Biographie
Rahib Aliyev est né le 12 juillet 1945 à Bakou (RSS d'Azerbaïdjan, URSS). Très jeune, il se produit dans des théâtres folkloriques. À la fin des années 1950, il choisit le métier d'acteur. De 1965 à 1969, il étudie à la faculté de théâtre du cinéma dramatique de l’Institut de théâtre d’État d’Azerbaïdjan, du nom de M.A. Aliyev (aujourd'hui :Université technique d'Azerbaïdjan). 
Pendant ses études à l'institut, en 1967, il invite des jeunes spectateurs d'Azerbaïdjan au Théâtre d'État, nommé d'après Maxime Gorki, où il travaille.
Rahib Aliyev a officiellement commencé sa carrière le 18 septembre 1968. Il a joué plus de 70 rôles sur la scène du théâtre des jeunes spectateurs.

## Distinctions
Rahib Aliyev a reçu de multiples diplômes, récompenses et badges. En 2006, il a reçu le titre honorifique « Artiste honoré de la République d'Azerbaïdjan » pour sa contribution au développement de l'art théâtral en Azerbaïdjan. Il a également reçu le prix présidentiel en 2011, 2013, 2014, 2015, 2016, 2017 et 2018. Le 10 mars 2015, il a reçu la médaille du « Maître habile » (azéri : "Sənətkar") créée par l'Union des travailleurs du théâtre d'Azerbaïdjan. Le 10 décembre 2018, il a reçu la médaille « Progrès » dans le cadre du 90e anniversaire du Théâtre d'État des Jeunes Spectateurs d'Azerbaïdjan et pour ses contributions.

## Filmographie
- 1971 : Les étoiles ne sortent pas
- 1980 : Je veux comprendre
- 1980 : Histoire de route
- 1988 : Le scélérat
- 1988 : Poisson vivant, doré
- 1990 : Le jour du meurtre
- 1993 : Le cri
- 1994 : Le chien
- 1999 : Quel monde magnifique…
- 2002 : L'exécution est retardée !...
- 2003 : La vérité d'un moment
- 2005 : Nouvelle vie
- 2006 : Inspection
- 2007 : Nous reviendrons
- 2007 : La vie d'un Javid
- 2008 : Distingué
- 2010 : Homme
- 2011 : Histoire d'avocats de la cour